# Constitución Política del Perú de 1867
La Constitución Política del Perú de 1867 fue la octava carta magna de la República del Perú, que fue discutida y aprobada por el Congreso Constituyente de 1867, el 29 de agosto de ese año y promulgada el mismo día por el presidente provisional de la República, coronel Mariano Ignacio Prado. De carácter extremadamente liberal, estuvo en vigencia unos pocos meses. No fue bien recibida por la ciudadanía, que rechazaba mayoritariamente el liberalismo, motivando una revolución que derrocó a Prado y restituyó la Constitución moderada de 1860, el 6 de enero de 1868.

## Contexto
Terminada victoriosamente para el Perú la guerra con España de 1866, la dictadura del coronel Mariano Ignacio Prado dispuso el retorno al régimen democrático, pues las circunstancias de muy grave peligro que había atravesado la nación ya habían finalizado.
A tal efecto, Prado convocó a elecciones para Presidente de la República (en las que él, sin apartarse del poder, postuló como candidato), así como para un Congreso Constituyente, el cual se encargaría de discutir y aprobar una nueva carta magna, en sustitución del texto adoptado en 1860. Se recurría así a la manida fórmula de renovar totalmente la Constitución, en vez de hacerse reformas específicas.
Ante el Congreso Constituyente reunido el 15 de febrero de 1867, Prado se despojó del mando. El Congreso lo nombró como Presidente Provisional, en espera de su ratificación como Presidente Constitucional, pues faltaba todavía examinar los resultados de las elecciones presidenciales.

## El Congreso Constituyente de 1867
El Congreso Constituyente de 1867 fue similar a la Convención Nacional de 1855, la misma que dio la Constitución liberal de 1856. En ambas asambleas, predominó el pensamiento liberal. Ambas se empeñaron en potenciar las prerrogativas del Poder Legislativo, con desmedro de las atribuciones del Poder Ejecutivo. Como ejemplo de esta tendencia está lo ocurrido con el llamado ministerio Tiberiópolis: el Congreso aprobó un voto de censura contra este gabinete ministerial, ante lo cual los ministros dimitieron, pero el presidente Prado se negó a aceptar sus renuncias. Entonces el Congreso aprobó una ley que prohibía al Presidente despachar con ministros censurados, ley que fue elevada a la categoría de precepto en la nueva Constitución.
La nueva Constitución fue promulgada el 29 de agosto de 1867. Dos días después, el 31 de agosto, Prado fue proclamado por el Congreso como Presidente Constitucional de la República. Pero su gobierno y la nueva Constitución tendrían duración efímera.

## Estructura

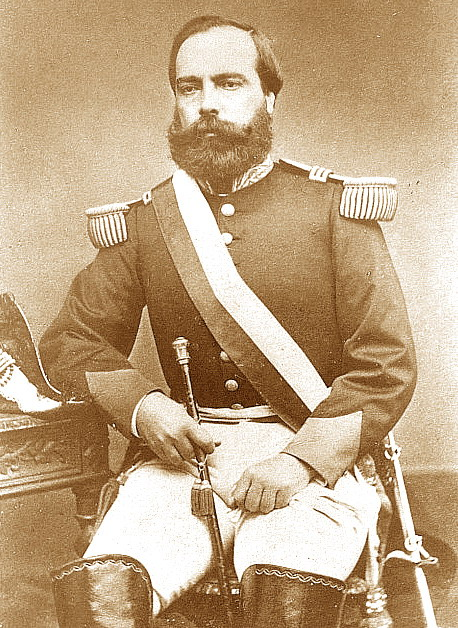
El presidente Mariano Ignacio Prado.

Constaba de 131 artículos, ordenados en 19 títulos.
- Título I: De la Nación
- Título II: De la Religión.
- Título III: Garantías Nacionales.
- Título IV: Garantías Individuales.
- Título V: De los peruanos.
- Título VI: De la ciudadanía
- Título VII: De la forma de gobierno.
- Título VIII: Del Poder Legislativo.
- Título IX: De la formación y promulgación de las leyes.
- Título X: Poder Ejecutivo.
- Título XI: De los Ministros de Estado.
- Título XII: Del Fiscal General.
- Título XIII: Régimen interior de la República.
- Título XIV: Juntas Departamentales.
- Título XV: De las Municipalidades.
- Título XVI: De la Fuerza Pública.
- Título XVII: Del Poder Judicial.
- Título XVIII: Reforma de la Constitución.
- Título XIX: Disposiciones transitorias.

## Principales innovaciones
La Constitución de 1867 fue una segunda edición de la Constitución de 1856, es decir de inspiración liberal, aunque más avanzada.
- Declaró que el ejercicio de la libertad de imprenta no estaba sujeto a responsabilidad «en asuntos de interés general». En otras palabras: frente a los abusos o excesos de la libertad de expresión, la ley sólo protegería el honor de los particulares.
- En lo que respecta al Poder Legislativo, se estableció el sistema de Cámara única. Para ser diputado no se especificó edad mínima, sino simplemente la calidad de ciudadano (es decir, mayor de 21 años).
- La edad mínima para ser Presidente de la República se fijó en 35 años. La elección debía ser por voto directo de los ciudadanos y, en su defecto, por el Congreso.
- Se suprimió el cargo de Vicepresidente; en caso de vacancia de la Presidencia de la República, debía asumir el presidente del Consejo de Ministros.
- Se prohibió al Presidente de la República despachar en ningún departamento de la administración pública con ministros censurados por el Congreso
- El Poder Ejecutivo quedó excluido de toda intervención en los nombramientos de magistrados del Poder Judicial. De ello se encargaría el Congreso.
- Se mencionaban a las Juntas Departamentales y a los Municipios, cuya reglamentación debía estar a cargo de leyes especiales.
- En cuanto al tema religioso, se reafirmó que la Nación profesaba la religión católica, que el Estado la protegía, y que no permitía el ejercicio público de otra alguna. Cabe destacar que esto último se impuso por poquísimos votos: 43 votos contra 40.
- Se abolió definitivamente la pena de muerte.
- Otorgó los derechos de los peruanos de nacimiento a los extranjeros que hubiesen residido en el país desde la guerra de la Independencia y los que se hallaron presentes en esa campaña y en las de Abtao y Callao.
- Para la reforma constitucional se exigió tres legislaturas (como en la Constitución liberal de 1856).

## Derogación

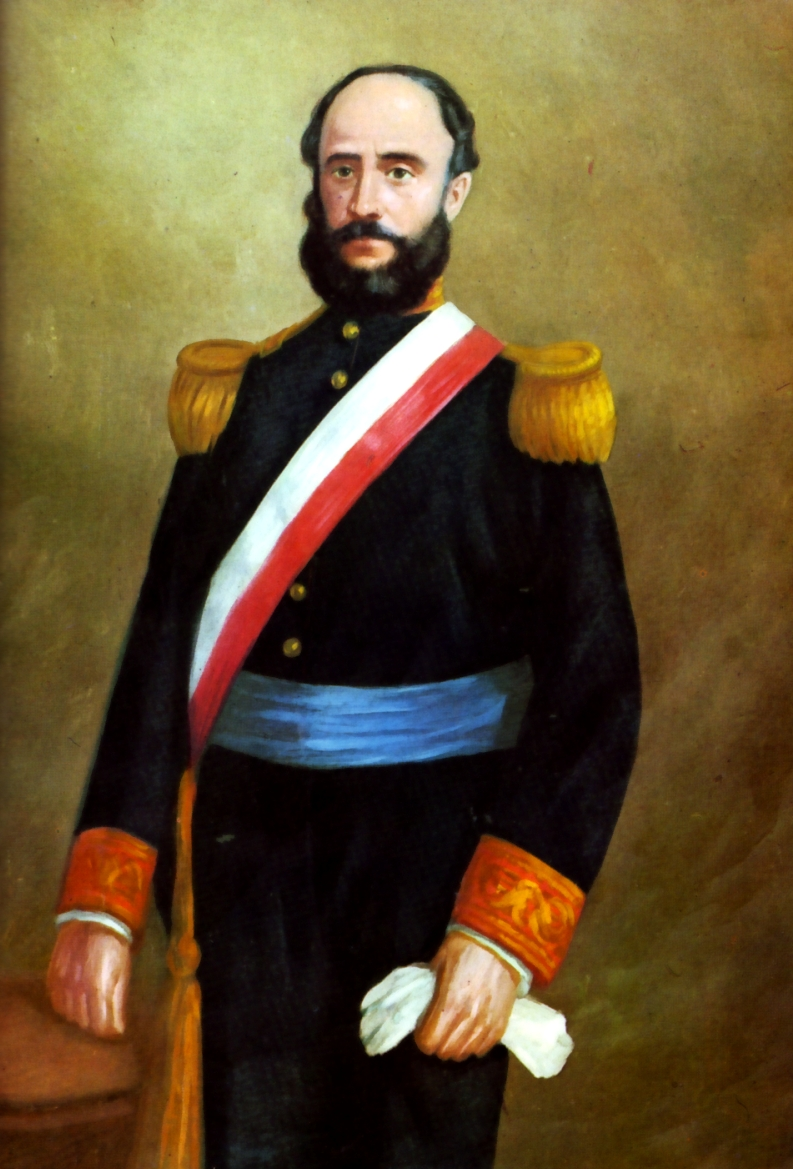
El presidente interino Pedro Diez Canseco, quien restituyó la Constitución de 1860 en enero de 1868.

Hubo un descontento de buena parte de la ciudadanía pues se notó que se había implantado una Constitución similar a la 1856, la misma que había fracasado ocasionando la sangrienta guerra civil de 1856-1858. Incluso, el nuevo texto constitucional era en algunos casos más radical que su antecedente. La población, mayoritariamente católica, nunca simpatizó masivamente con el liberalismo ni con el anticlericalismo anticatólico, que profesaban muchos de los representantes liberales. Los conservadores descontentos y todos los autores de la revolución de 1865 que habían sido postergados por Prado, aprovecharon la coyuntura e instigaron una nueva revolución, alzando como bandera la Constitución de 1860.
El primero en asumir el liderazgo revolucionario fue el Gran Mariscal Ramón Castilla, quien, ya anciano, se alzó con sus partidarios en la provincia de Tarapacá. Pero falleció en pleno desierto, cerca de Tiviliche, el 30 de mayo de 1867, dejando prendida la mecha revolucionaria.
La revolución estalló en  Arequipa donde la ciudadanía se negó a jurar la Constitución de 1867, que fue quemada en la Plaza de Armas, el 11 de setiembre de 1867. Como jefe de la revolución fue reconocido el general Pedro Diez Canseco, al ser el segundo vicepresidente constitucional, según las elecciones de 1862, las últimas que se consideraban legítimas. Simultáneamente se prendió otro foco revolucionario en el norte, en Chiclayo, encabezado por el coronel José Balta. 
Prado intentó tomar Arequipa, pero después de dos intentos fallidos decidió volver a Lima, con su ejército maltrecho. En Chiclayo el pueblo también resistió el asedio de las fuerzas de gobierno. Prado renunció y asumió el poder el general Pedro Diez Canseco, quien puso nuevamente en vigencia a la Constitución Política de 1860 (enero de 1868).